# بو روبرسون
بو روبرسون (بالإنجليزية: Bo Roberson)‏ هو لاعب كرة قدم أمريكية أمريكي، ولد في 23 يوليو 1935 في بلاكلي في الولايات المتحدة، وتوفي في 15 أبريل 2001 في باسادينا في الولايات المتحدة.

## وصلات خارجية
- بو روبرسون على موقع مرجع كرة القدم المحترفة.كوم (الإنجليزية)
- بو روبرسون على موقع اللجنة الأولمبية الدولية (الإنجليزية)
- بو روبرسون على موقع أوليمبيديا (الإنجليزية)